# بک سو هو (بازیگر، زاده ۱۹۹۶)
بک سو هو (کره‌ای: 백서후؛ زادهٔ ۲۵ اوت ۱۹۹۶) بازیگر اهل کره جنوبی است. او نخستین بازیگری خود را در مجموعه اینترتتی انقلاب عشق انجام داد.

## فیلم‌شناسی

### مجموعه تلویزیونی
| سال  | عنوان          | نقش          | منابع |
| ---- | -------------- | ------------ | ----- |
| ۲۰۲۰ | کالر راش       | جونگ جو هانگ | [ ۱ ] |
| ۲۰۲۱ | آیدل: شاهکار   | ته یونگ      | [ ۲ ] |
| ۲۰۲۲ | کافه مینامدانگ | جو نا دان    | [ ۳ ] |
| ۲۰۲۳ | Sound Candy    | بو هیون جوک  | [ ۴ ] |
| ۲۰۲۳ | ضربان قلب      | ری مان هی    | [ ۵ ] |
| ۲۰۲۴ | خانم شب و روز  | گو وون       | [ ۶ ] |

### مجموعه اینترنتی
| سال  | عنوان      | نقش              | منابع |
| ---- | ---------- | ---------------- | ----- |
| ۲۰۲۰ | انقلاب عشق | مهمان            | [ ۱ ] |
| ۲۰۲۱ | Sometoon   | ته یی / لی سو گی | [ ۷ ] |